# Stor-Hallen
Stor-Hallen is een plaats in de gemeente Berg in het landschap Jämtland en de provincie Jämtlands län in Zweden. De plaats heeft 69 inwoners (2005) en een oppervlakte van 23 hectare. De plaats ligt op ongeveer 450 meter boven de zeespiegel en de rivier de Ljungan stroomt iets ten westen van het dorp.